# Toboganul (Star Trek: Voyager)
„Toboganul” (titlu original: „The Chute”) este al 3-lea episod din al treilea sezon al serialului TV american științifico-fantastic Star Trek: Voyager și al 45-lea în total. A avut premiera la 18 septembrie 1996 pe canalul UPN.

## Prezentare
Tom Paris și Harry Kim sunt captivi într-o închisoare. Tom este înjughiat atunci când încearcă să-l apere pe Kim, lăsându-l pe acesta să găsească singur un plan de evadare. În același timp, Voyager încearcă să găsească o cale de a le dovedi nevinovăția.

## Actori ocazionali
- Don McManus - Zio
- Robert Pine - Ambassador Liria
- James Parks - Vel
- Ed Trotta - Pit
- Beans Morocco - Rib
- Rosemary Morgan - Piri